# Ogień i lód (wiersz)

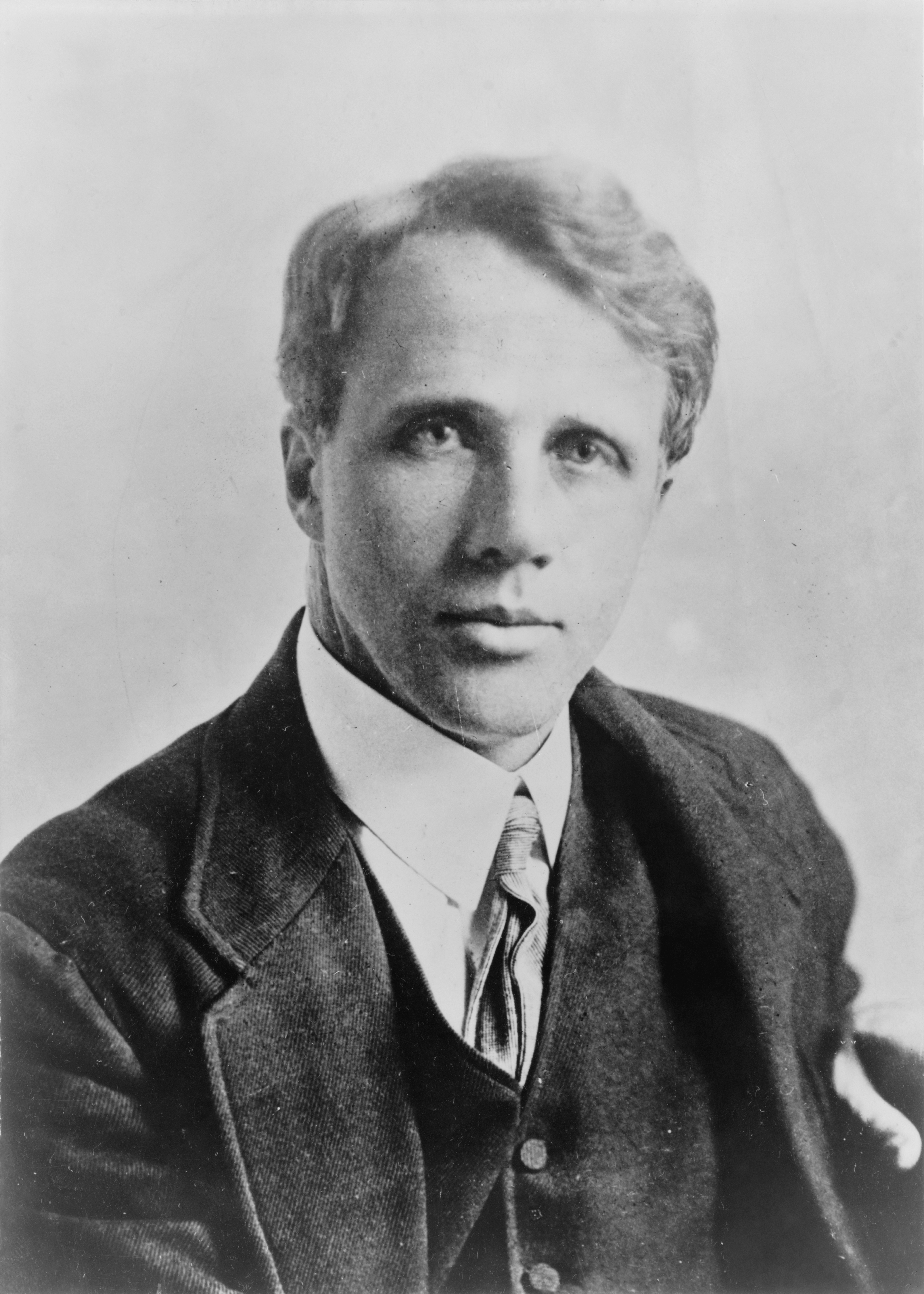
Robert Frost, (1910)

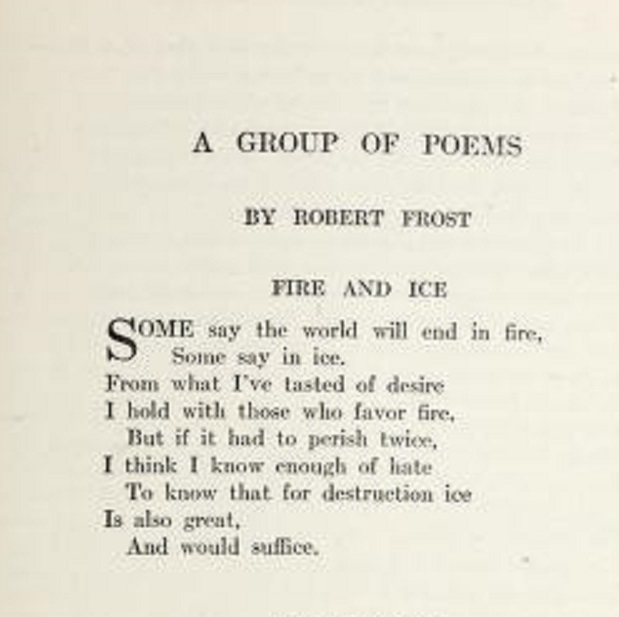

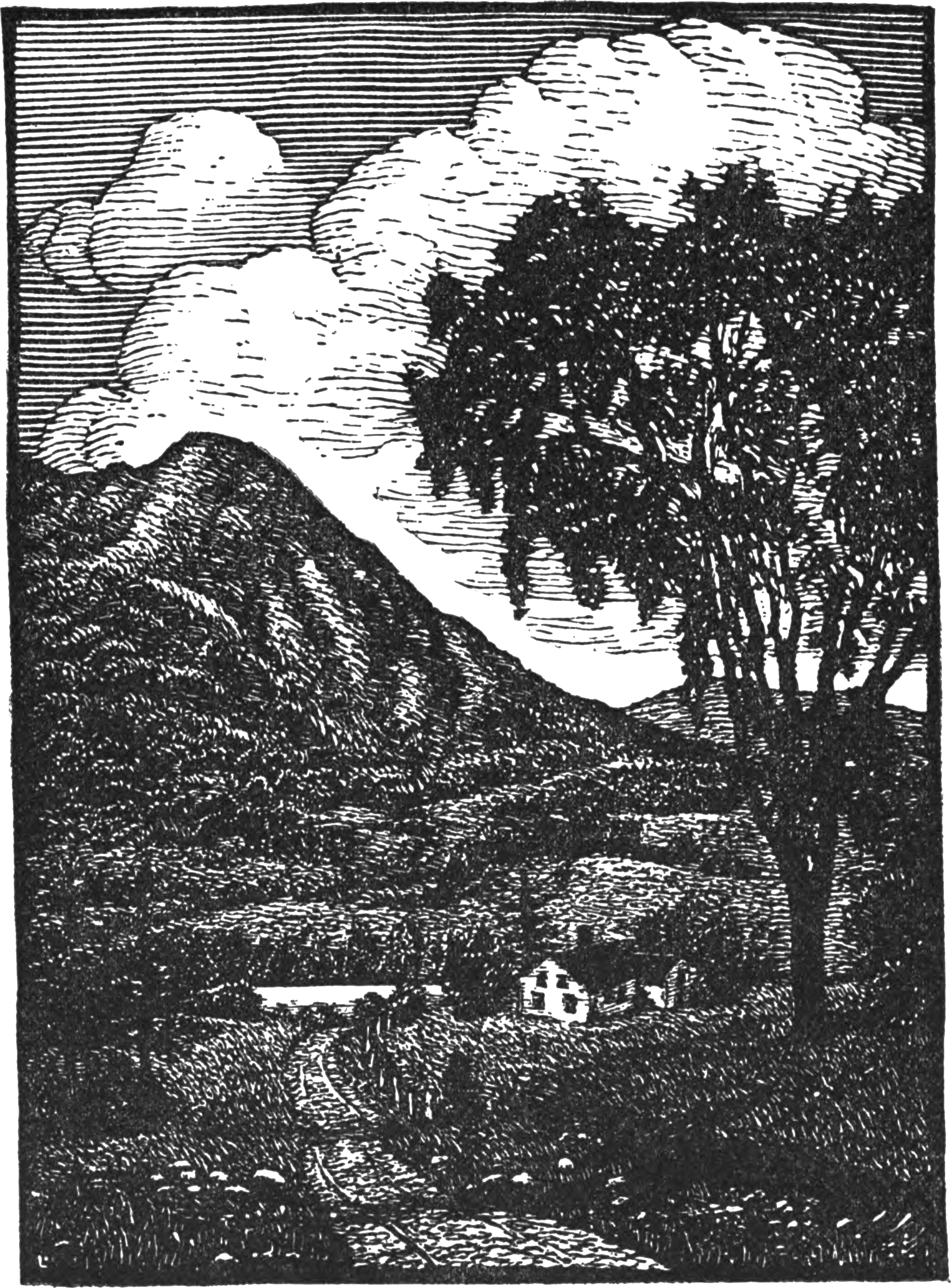
Grafika z okładki tomu

Ogień i lód (ang. Fire and Ice)  – wiersz amerykańskiego poety Roberta Frosta napisany w 1922 i opublikowany w 1923 jako część jego zbioru New Hampshire: A Poem with Notes and Grace Notes,  wyróżnionego w 1924 Nagrodą Pulitzera w kategorii poezji. Wiersz rymowany  ABA ABC BCB.

Fire and Ice

Some say the world will end in fire,

Some say in ice.

From what I’ve tasted of desire

I hold with those who favor fire.

But if it had to perish twice,

I think I know enough of hate

To say that for destruction ice

Is also great,

And would suffice.